# Vespa (Cognomen)
Vespa ist ein römisches Cognomen, welches sich wahrscheinlich aus einem ursprünglich etruskischen Gentilnamen bildete. Die Familie Vesprius kommt dafür in Frage, jedoch ist diese vorrangig in Umbrien nachgewiesen und taucht in latinischen Inschriften nicht auf. Ein Zusammenhang mit den lateinischen Wörtern vespa (deutsch: „Wespe“) oder vesperna (deutsch: „Abendmahl“) wird für unwahrscheinlich gehalten.

## Namensträger
- Terentius Vespa, römischer Redner, 1. Jahrhundert v. Chr.
- Vespa (Dichter), römischer Dichter, 4. Jahrhundert, möglicherweise Agnomen oder Künstlername